# Дом дружбы народов (Ижевск)
Бюдже́тное учрежде́ние Удму́ртской Респу́блики «Дом дру́жбы наро́дов» в Ижевске находится на улице Орджоникидзе в Первомайском районе города.

## История
В 1961 году на базе заводского клуба им. 1 Мая был построен Дворец культуры «Октябрь» Ижевского механического завода. В 2003 году здание было передано на баланс Министерства национальной политики Удмуртии и реконструировано.
В 2003 году в законе о бюджете Удмуртской Республики было предусмотрено создание учреждения. В 2007 году появился устав Государственного учреждения Удмуртской Республики «Дом Дружбы народов». Учреждение культуры было создано в рамках мероприятий, посвящённых 450-летию вхождения Удмуртии в состав Российского государства.
В 2008 году здание ДК «Октябрь» было реконструировано по проекту архитекторов К. Ш. Галиханова и И. Н. Казариновой. Общая площадь составляет 6 тыс. м². Открытие состоялось 3 сентября 2008 года. В 2011 году Государственное учреждение Удмуртской Республики «Дом Дружбы народов» было переименовано в Бюджетное учреждение Удмуртской Республики «Дом Дружбы народов».
Первым директором Дома Дружбы народов был Р. А. Горяинов, с 2009 по 2015 годы Дом Дружбы народов возглавлял А. В. Шуклин. С 1 сентября 2015 года директором является Т. П. Боталова.

## Описание
| Залы: - Зал торжественных мероприятий (300 мест) - Музыкальный салон - Конференц-зал - Многофункциональный зал (200 мест) - Банкетный зал (160 мест) - Репетиционный зал - Зал бракосочетаний | Подразделения: - Этнокультурный отдел - Отдел международного и финно-угорского сотрудничества - Учебно-методический отдел - Информационно-издательский отдел - Отдел социокультурной деятельности |

В здании Дома проводятся выставки, конкурсы, конференции, встречи межэтнических организаций в сфере государственной национальной политики. Здесь проводились III Конгресс народов Удмуртии, II финно-угорский фестиваль молодёжной этнокультуры «Палэзян», удмуртский национальный праздник «Гербер», традиционный межнациональный Новый Год и др.